# Chechenos

Os chechenos constituem um grupo étnico caucasiano originário da região da Ciscaucásia. O isolado buraco montanhoso do Cáucaso contribuiu muito na formação de uma identidade nacional entre os chechenos.

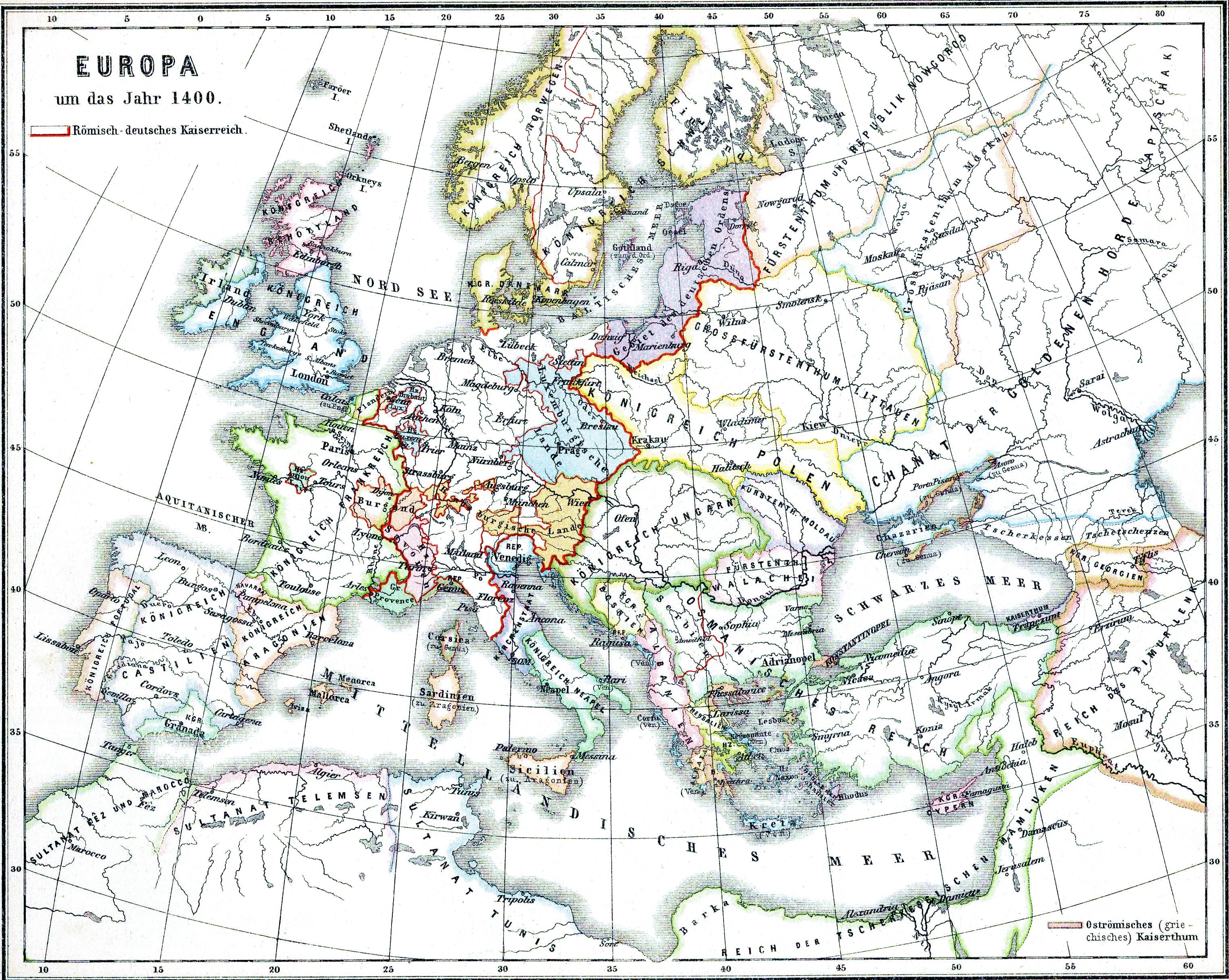
Chechenos (Tschetschenzen). Europa 1400 H. Kieperts Historischer Schulatlas, 1879

Os chechenos são um povo nativo da vertente norte das Montanhas do Cáucaso. Habitam maioritariamente a República da Chechénia, uma das repúblicas da Rússia. São um grupo étnico ou povo com mais de um milhão de pessoas e com igual número de falantes da sua língua - o checheno. O autónimo étnico ou auto-etnónimo dos chechenos (nome pelo qual se denominam) é nwokhchi e o autónimo da sua língua ou auto-glossónimo é nwokhchin muott.

Durante a década de 90 do século XX, a Chechénia foi independente de fato da Rússia, durante alguns anos, no entanto, nunca foi independente de jure, pois não houve nenhum país ou organização internacional, caso da Organização das Nações Unidas (ONU), que reconhecesse a sua independência. Após duas guerras entre o exército do movimento independentista checheno e o exército russo, em que este ganhou na última, atualmente é uma república da Rússia ou Federação Russa.

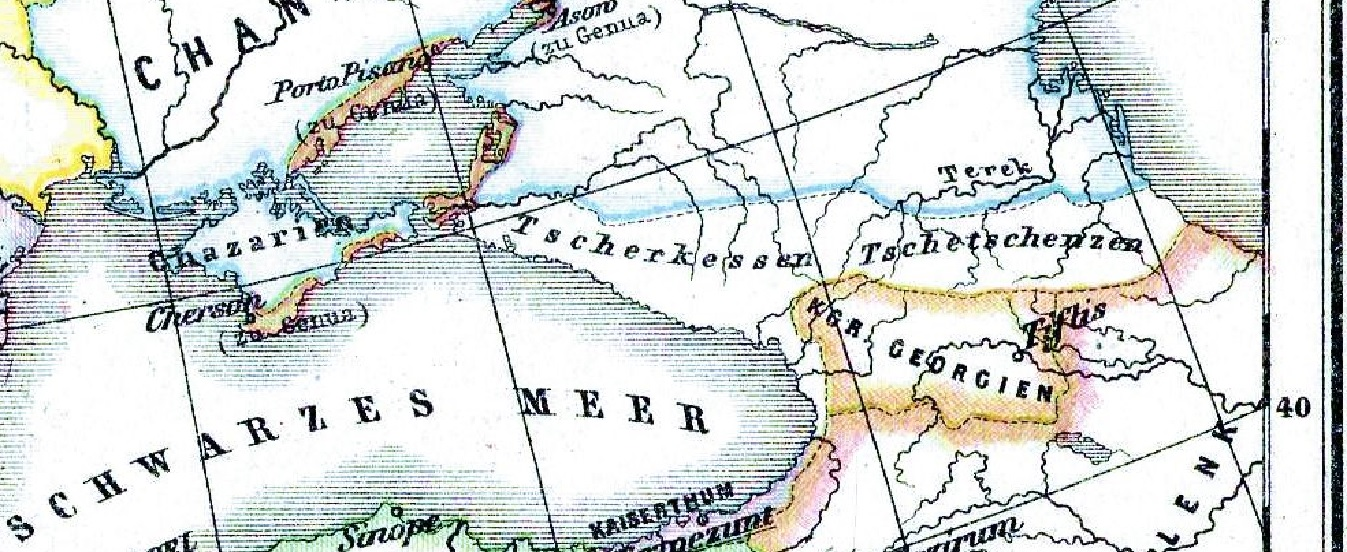
Chechenos(Tschetschenzen). Europa 1400 H. Kieperts Historischer Schulatlas, 1879